# 커비 퍼켓
커비 퍼켓(Kirby Puckett, 1960년 3월 14일 ~ 2006년 3월 6일)는 미국의 프로 야구 선수였다. 그는 미네소타 트윈스를 위한 중견수로서 자신의 완전한 12년간의 메이저 리그 베이스볼 경력을 활약하였다. 퍼켓은 경력 안타, 득점, 2루타와 총루에서 트윈스의 사상 지도자 선수이다. 자신의 은퇴 시기에 그의 .318의 경력 타구 평균은 조 디마지오 이래 여러 아메리칸 리그의 오른손 잡이 타자들에 의하여 가장 높았다.
퍼켓은 메이저 리그 베이스볼에서 자신의 첫 전임적 달력의 해들에 1000개의 안타를 기록하는 데 20세기 동안에 4번째 야구 선수였고, 자신의 첫 전임적 10년의 세월 동안 2000개의 안타를 기록하는 데 2번째였다. 중추 신경 망막 정맥 폐색으로부터 하나의 눈에 전망을 잃어 35세의 나이로 은퇴하는 데 강요된 후, 퍼켓은 2001년 야구 명예의 전당에 선출되었다.

## 어린 시절
퍼켓은 시카고에서 태어나 시카고의 사우스 사이드에 있는 주택 단지 로버트 테일러 홈스에서 자라왔다. 그는 캘러멧 고등학교에서 수학하며 야구를 하였다. 졸업에 이어 장학금의 제공들을 받지 않은 후, 퍼켓은 처음에 포드 모터 컴퍼니를 위한 조립 라인에 일하러 갔다. 하지만 그는 브래들리 대학교에 입학하는 데 기회가 주어지고 1년 후에 트라이턴 칼리지로 옮겼다. 자신의 소형의 체격 5 피트 8 인치에 불구하고 미네소타 트윈스는 1982년 메이저 리그 베이스볼 드래프트의 1번째 라운드에서 그를 선발하였다.
팀과 계약을 맺은 후, 그는 자신이 왜 트윈스가 그를 높이 숙고하였나를 즉시 보여준 애펄레이치언 리그의 신인 선수 리그 엘리자베스턴 트윈스로 임명되어 65개 만의 경기들에서 3개의 홈런, 35개의 타점과 43개의 도루와 함께 .382를 타구하였다. 1983년 퍼켓은 캘리포니아 리그에서 싱글 A 비살리아 오크스로 승진되어 자신의 평균이 이전만큼 높지 않았어도 그는 아직도 138개 이상의 경기들에 9개의 홈런, 97개의 타점과 48개의 본루와 함께 인상적인 .318을 타구하여 지속적으로 트윈스 팀에서 지력들의 방향을 바꾸었다. 1984년 시즌으로 시작하는 데 AAA 털리도 머드헨스로 승진된 후 퍼켓은 시즌으로 들어가는 좋은 21개의 경기들을 위하여 메이저 리그로 데려와졌다.

## 메이저 리그 베이스볼 경력
퍼켓은 5월 8일 캘리포니아 에인절스를 상대로 경기에 메이저 리그 데뷔를 하여 하나의 득점과 4 루 5 타로 갔다. 그해에 퍼켓은 .296을 타구하여 1루타에서 아메리칸 리그 4위를 하였다. 1985년 그는 .288을 타구하고 안타에서 리그 4위, 3루타에서 3위, 본루 출연에서 2위와 타수에서 1위를 하였다. 그의 경력을 통하여 퍼켓은 활약한 경기들, 타수, 1루타, 2루타 같은 공격적인 통계적 부문과 리그의 중견수들을 위한 척살, 보살과 방어 퍼센티지 간츤 방어적 통계에서 아메리칸 리그 톱 10에 정기적으로 나오려 하였다.
1986년 퍼켓은 1명의 1루 타자보다 많이 나타나기 시작하였다. .328의 평균과 함께 퍼켓은 자신의 첫 올스타 경기에 선출되었고, 2루타에서 7위, 홈런에서 6위, 여분의 안타에서 4위, 장타율에서 3위와 함께 시즌을 끝냈다. 그는 또한 자신의 방어적 기능으로 인정을 받아 자신의 첫 골든 글로브상을 수상하였다.

### 1987년 ~ 1990년 (첫 월드 시리즈 타이틀)
1987년 트윈스는 85 승 77 패와 끝냈어도 1970년 이래 공식 이후의 시즌에 도달하였다. 1번은 거기서 페켓은 트윈스를 팀의 2번째 시리즈 출연인 그해의 월드 시리즈로 이끄는 데 도움을 주었다. 시즌을 위하여 퍼켓은 28개의 홈런과 99개의 타점과 함께 .332를 타구하였다. 디트로이트 타이거스에 승리한 아메리칸 리그 챔피언십 시리즈의 5개의 경기에서 그는 .208만을 타구했어도 퍼켓은 자신이 .357을 타구한 세인트루이스 카디널스에 우승을 거둔 7개의 월드 시리즈에서 산출하려고 하였다.
그해 동안에 퍼켓은 8월 30일 자신이 2개의 홈런과 함께 6 루 6 타로 간 밀워키에서 열린 브루어스를 상대로 경기에서 자신의 최고 상연을 가졌다.
통계적으로 말하면서 퍼텟은 1988년 자신의 최고 만능 시즌을 가져 24개의 홈런과 121개의 타점과 함께 .356을 타구하고 두번째 연속적 시즌을 위한 아메리칸 리그 MVP 비밀 투표에서 3위를 하였다. 트윈스가 자신들의 챔피언십 시즌에서 6개나 더 많은 91개의 경기들을 우승하였어도 팀은 오클랜드 애슬레틱스에 13개의 경기들에 밀려 아메리칸 리그 서부에서 먼 2위를 하였다.
퍼켓은 타수에서 5위, 2루타에서 2위, 안타에서 1위와 1루타에서 2위를 하는 동안에 .339의 평점과 함께 1989년 아메리칸 리그 타구 타이틀을 우승하였다. 그해 4월 그는 자신의 1000번째 안타를 기록하여 자신의 첫 5개의 시즌들에서 그렇게 하는 데 메이저 리그 베이스볼 역사상 4번째 선수가 되었다. 그는 1990년 지속적으로 잘 하였으나 .298의 타구 평균과 함께 끝낸 쇠퇴의 시즌을 가졌고, 트윈스는 팀이 아메리칸 리그 서부에서 마지막 순위로 미끄러지면서 그의 상연을 비추었다.

### 1991년 ~ 1995년 (두번째 월드 시리즈 타이틀)

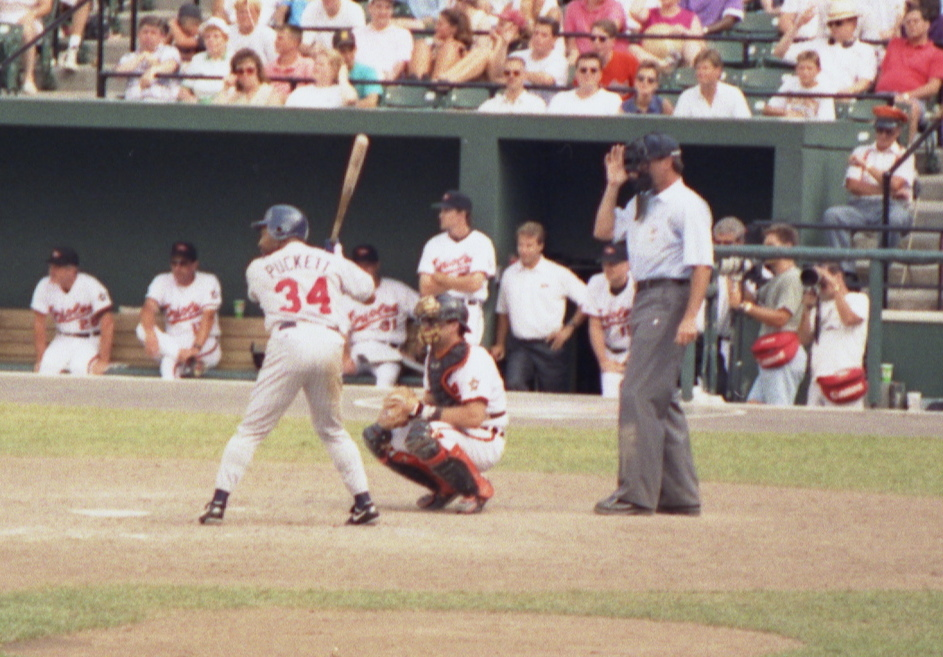
1993년 봄 훈련에서 타구하는 퍼켓

1991년 트윈스는 우승하는 행로로 돌아와 퍼켓은 .319를 타구하면서 방향을 이끌어 리그에서 8위를 하였고, 팀은 디비전 타이틀을 잡는 데 애슬레틱스의 중간 시즌을 통과하였다. 트윈스는 퍼켓이 아메리칸 리그 챔피언십 시리즈의 MVP 상을 수상하는 데 2개의 홈런과 5개의 타점과 함께 .429를 타구하면서 아메리칸 리그 챔피언십 시리즈의 5개의 경기들에서 토론토 블루제이스를 꺾었다.
그해의 월드 시리즈는 4개의 경기들이 결승적 투구에 결정되고 3개의 경기들이 여분의 회들로 들어가면서 ESPN에 의하여 최고로 활약한 경기로 랭킹에 들어왔다. 트윈스와 상대팀 애틀랜타 브레이브스는 이전에 전혀 일어나진 않은 자신들의 리그 페넌트를 우승하기 전에 한해에 자신들의 저마다의 디비전들에서 마지막으로 왔다.
6번째의 경기로 들어가면서 트윈스는 각각의 팀이 자신들의 저마다의 홈경기들에서 우승하면서 3개의 경기들을 추적하였다. 퍼켓은 첫회에서 3루타와 함께 척 노블로크를 흠인시키면서 트윈스에게 초기의 지도를 주었다. 퍼켓은 그러고나서 3루에서 여분의 본루 안타의 론 갠트를 훔치는 데 외야수에 플렉시글래스 벽의 앞에서 뛰어넘은 캐치를 만들었다. 경기는 여분의 회들로 들어갔고 11번째의 말기의 첫 타수에서 퍼켓은 시리즈를 7번째 경기로 보내는 데 드라마적인 우승 홈런을 쳤다. 그러고나서 트윈스는 잭 모리스가 0개의 이닝 완료 경기를 던지면서 1 대 0의 7번째 경기를 우승하는 데 들어가 자신들의 2번째 월드 시리즈 크라운을 받았다.
하지만, 퍼켓이 지속적으로 잘 활약하였어도 트윈스는 그의 경력의 나머지 동안에 공식 이후의 시즌으로 돌아오지 않았다. 1994년 퍼켓은 우익수로 바꾸어 112개의 득점에서 주자를 흠인시키면서 자신의 첫 타점 타이틀을 우승하였다. 그는 9월 28일 데니스 마르티네스의 속구에 의하여 자신의 턱이 부러지기 전에 1995년 또다른 찬란한 시즌을 가졌다.

## 은퇴와 영예

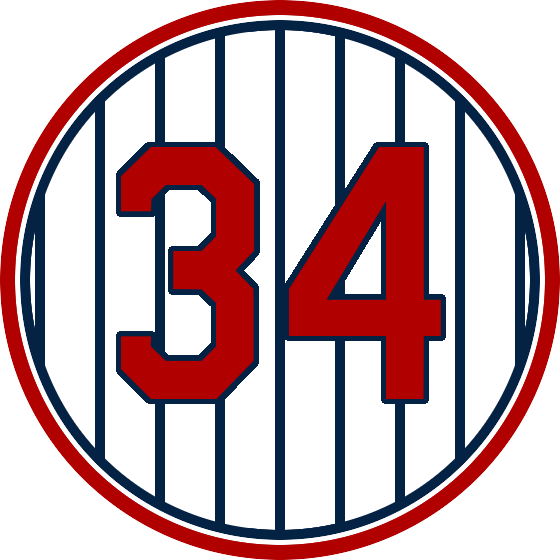
퍼켓의 등번호 34는 1997년 트윈스에 의하여 영구 결번되었다.

.344의 평균과 함께 물집의 그레이프프루트 리그로 지속적으로 활약한 1996년의 봄을 보낸 후, 퍼켓은 그3월 28일의 오른쪽 눈에서 전망없이 깨어났다. 그는 녹내장 진단을 받고 자신의 프로 경력에서 처음으로 부상자 명단에 올랐다. 다음 몇달의 3개의 수술들은 눈의 전망을 되돌려주지 못하였다. 다시는 활약할 수 없게 되어 1996년 7월 12일 퍼켓은 36세의 나이로 은퇴하였다. 곧 후에 트윈스는 그를 팀의 행정적 부회장으로 만들었으며, 그는 또한 공동체 서비스의 공로로 로베르토 클레멘테 상을 수상하기도 하였다.
1997년 트윈스는 퍼켓의 등번호 34를 영구 결번시켰다. 2001년의 비밀 투표에서 그는 자격의 첫 해인 그해에 야구 명예의 전당으로 선출되었다. 1999년 그는 100명의 가장 위대한 야구 선수들의 스포팅 뉴스 명단에 86위를 하였다.
퍼켓은 자신의 경력을 통하여 감탄되었다. 그의 의심할 수 없는 야구 용맹, 나가는 성격과 에너지, 자선의 일, 공동체 연루와 태도는 그에게 국가를 가로질러 팬들의 존경과 감탄을 주었다. 1993년 그는 공동체 서비스 일의 공로로 브랜치 리키 상을 수상하였다.
2003년 3월 17일 스포츠 일러스트레이티드의 판에서 특약 기고가 프랭크 더포드는 퍼켓의 주장한 무분별들을 첨부한 "The Rise and Fall of Kirby Puckett"을 썼고, 자신이 이전에 유지한 존경된 공공적 이미지와 함께 그의 개인적 이미지를 대조하는 데 시도하였다. 팀과 친구들로부터 물러나온 퍼켓은 그의 약혼녀 조디 올슨과 그녀의 아들 캐머런과 함께 그해의 겨울에 애리조나주 스코츠데일로 이주하였다.

## 사망

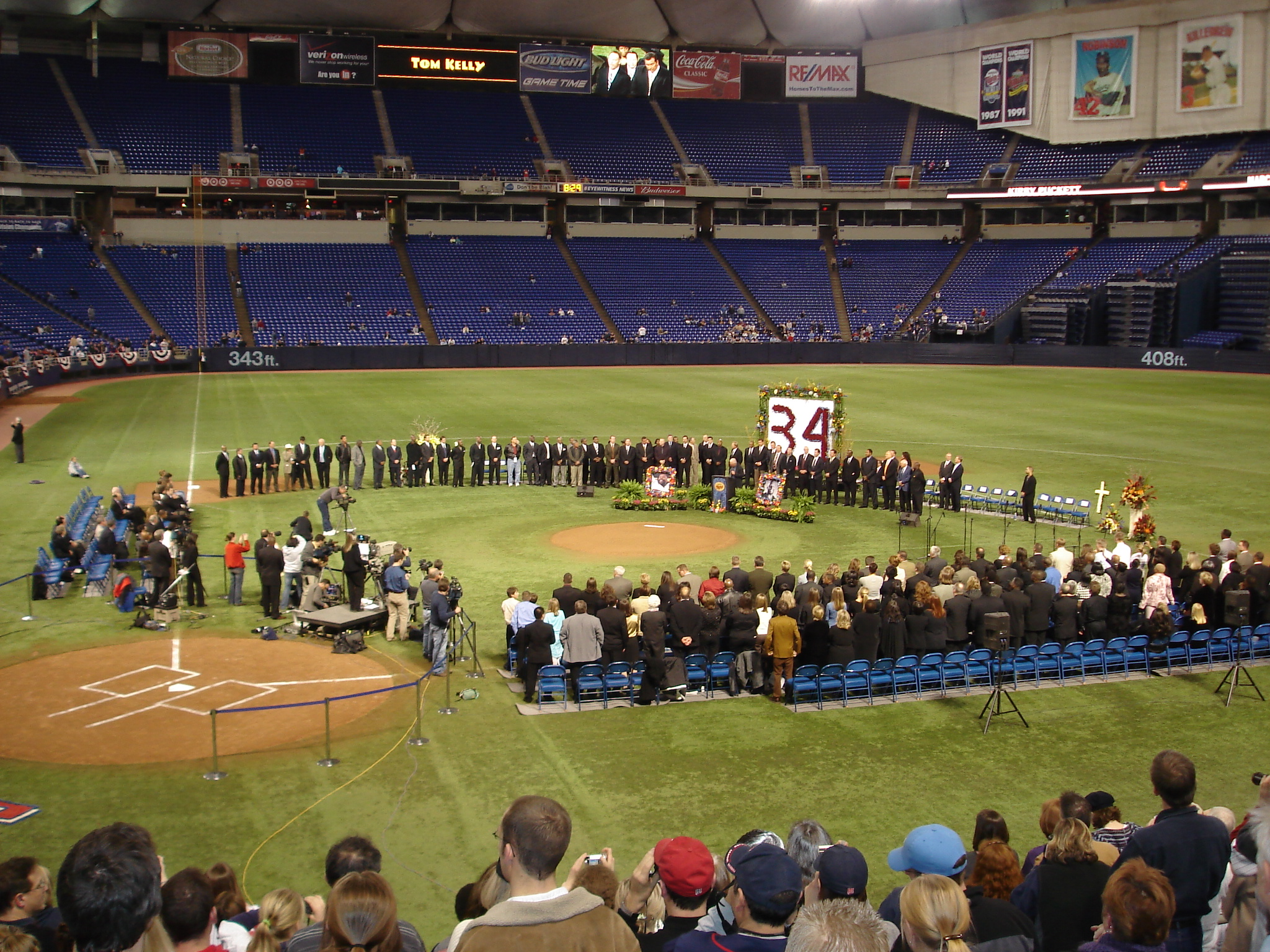
2006년 3월 12일 메트로돔에서 열린 퍼켓의 추모식

2006년 3월 5일의 아침에 퍼켓은 자신이 올슨과 함께 나눈 저택에서 뇌졸중을 겪었다. 그는 그날 그의 뇌에 압력을 안도케 하려고 긴급 수술을 받았지만, 수술은 실패하고 그의 전 동료 선수들과 코치들이 공고하였다. 1991년의 동료 선수들 셰인 맥과 켄트 허벡을 포함한 많은 이들이 피닉스로 날아가 그를 조문하였다. 퍼켓은 자신의 46세 생일을 8일 앞둔 체 3월 6일에 사망하였다.
다음의 부검에서 사망의 공식 원인은 "고혈압으로 인한 뇌일혈"로서 기록되었다. 퍼켓은 루 게릭의 뒤로 살아있는 동안에 여러 명예의 전당 헌액자들의 2번째로 어린 나이에 사망하였다.
개인적 기념식은 3월 12일 오후에 트윈 시티의 외곽 웨이자타에서 열렸고, 이어서 가족, 친구, 과거와 현재의 선수들, 그리고 대략 15000명의 팬들에 의하여 참석된 공공적 기념식이 메트로돔에서 열렸다. 후기의 기념식에서 연설자들은 명예의 전당 헌액자 하먼 킬브루, 데이브 윈필드와 다른 전 동료 선수들과 코치들을 포함하였다.
2010년 4월 12일 퍼켓의 동상은 미니애폴리스에 있는 타겟 필드의 대광장에서 제막식이 거행되었다. 대광장은 퍼켓의 명예에 번호가 찍힌 스타디움의 가장 큰 게이트인 "게이트 34"에 달하였다. 동상은 1991년 월드 시리즈에서 그의 우승 홈런을 친 후에 본루들을 득점하는 동안에 퍼켓이 그의 주먹을 들어올리는 것을 표현한다.